# جیمز رودی (بازیکن فوتبال)
جیمز رودی (انگلیسی: James Rhody؛ ۱۷ ژوئیه ۱۸۹۶ – ۱۹۴۴) بازیکن فوتبال اهل ایالات متحده آمریکا بود.
وی همچنین در تیم ملی فوتبال ایالات متحده آمریکا بازی کرده‌است.